# 賴國
賴國，又称厉国，中國歷史上春秋戰國時代的一個諸侯國，周景王七年（前538年）為楚靈王所滅。

## 相關記載
根據《中國史稿》和《炎黃源流史》記載：炎帝後裔有四個部族，其中之一是烈山氏，古音烈與厲、賴通，故其部族居住在山西汾水一帶，其中一之在商代時東遷至河南或湖北一帶建立賴國。
《春秋左传》昭公四年： “遂滅賴”、“遂以諸侯滅賴，賴子面縛銜璧” 。

## 滅亡
前538年，楚灵王伐吴后，於是就率領諸侯滅了賴國。賴國國君（赖子）兩手反綁，嘴裡銜著玉璧，士兵們袒背，抬著棺材跟從著，到了中軍之中。楚子詢問椒舉，椒舉回答說：「當時楚成王攻下許國，許僖公就像這樣。成王親手解除了他的捆綁，接受他的玉璧，燒掉他的棺材。」楚王聽從了。把賴國遷移到鄢地。楚王想要把許國遷移到賴國境內，派鬬韋龜和公子棄疾為它築成完畢後回國。申無宇說：「楚國禍難的開端將會在這裡了。召集諸侯就前來，攻打別國而戰勝，在邊境築城沒有人爭論，國君的願望都能如意，百姓能夠安居嗎？百姓不能安居，誰能夠受的了？不能忍受國君的命令，就是禍亂。」